# Montpelier, Vermont
Montpelier je glavni grad američke savezne države Vermont i sjedište okruga Washington. Prema popisu iz 2000. godine imao je samo 8,035 stanovnika, što ga čini najmanjim glavnim gradom jedne američke savezne države, a zajedno s gradićem Barreom čini malo područje tržišta rada u središnjem dijelu Vermonta.
Montpelier je nastao u osamdesetim godinama 18. stoljeća, a danas je poznat po svom živahnom gradskom središtu pokretanom aktivnostima vlade savezne države Vermont. Sjedište vlade nalazi se u zgradi s karakterističnom pozlaćenom kupolom izgrađenoj u 19. stoljeću u zapadnom dijelu gradskog središta, uzduž čijeg južnog kraja teče rijeka Winooski. Grad je uz to poznat i kao jedini glavni grad neke američke savezne države u kojem se ne nalazi McDonald'sov restoran, a dom je i jedinog preostalog proizvođača kvačica u SAD-u. Jedna od glavnih aktivnosti je i obrada granitnog kamena, a u 19. stoljeću glavna industrijska aktivnost bila je obrada drvene građe, ali se njezina prisutnost značajno smanjila.

## Vanjske poveznice
- Službene internet stranice grada Montpeliera